# アジアドラマタイム
アジアドラマタイムは、日本の民放局、テレビ大阪が2010年10月4日から放送開始したローカル放送枠。月曜日から金曜日までの5日間、朝の時間帯に韓国のテレビドラマを中心にアジア圏内のテレビドラマを放送する。
第1部と第2部に分かれており、約30-40分の第1部では韓国における朝ドラマ・日日ドラマ枠の作品を、約60分の第2部ではミニシリーズや週末ドラマ枠の作品を放送している。

## 放送時間
2015年1月に放送時間が一時期短縮され、同年4月にそれまで第1部で放送されていた棘のある花が2部に移動した。同作品の放送が終了した同年6月5日以降、再び「30分ドラマ枠の第1部＋60分ドラマ枠の第2部」の形に戻った。
| 期間       | 期間       | 放送時間（日本時間）                        |
| ---------- | ---------- | ------------------------------------------- |
| 2010.10.04 | 2012.4.1   | 08:30 - 09:00（30分） 09:00 - 09:54（54分） |
| 2012.04.02 | 2014.12.26 | 08:30 - 09:00（30分） 09:00 - 09:56（56分） |
| 2015.01.05 | 2015.4.3   | 09:00 - 09:56（56分）                       |
| 2015.04.06 | 2015.06.04 | 08:15 - 09:15（60分） 09:15 - 09:55（40分） |
| 2015.06.05 | 2020.03.27 | 08:15 - 08:55（40分） 08:55 - 09:55（60分） |
| 2020.03.30 | 2021.03.31 | 08:00 - 08:55（55分） 08:55 - 09:55（60分） |
| 2021.04.01 | 放送中     | 08:30 - 09:27（57分） 09:30 - 10:30（60分） |

## 作品一覧
基本的にはBS局やCS/スカパー局が一度放送した作品を放送している。第1部の3作品目『緑の馬車』は、同枠での放送が日本初の放送となり、その後民放BS局のBS11により初めて全国に放送された。

### 第1部
| タイトル                          | 原語表記        | 製作局 | 制作年 | 放送開始日     | 公式サイト |
| --------------------------------- | --------------- | ------ | ------ | -------------- | ---------- |
| 君は僕の運命                      | 너는 내 운명    | KBS    | 2008   | 2010年10月4日  |            |
| 白い嘘                            | 하얀 거짓말     | MBC    | 2008   | 2011年6月8日   |            |
| 緑の馬車                          | 녹색마차        | SBS    | 2009   | 2012年2月1日   |            |
| 我が家の女たち                    | 우리집 여자들   | KBS    | 2011   | 2012年7月11日  |            |
| 不屈の嫁                          | 불굴의 며느리   | MBC    | 2011   | 2013年1月7日   |            |
| 福寿草                            | 노란 복수초     | tvN    | 2002   | 2013年6月14日  |            |
| 瑠璃の仮面                        | 유리가면        | tvN    | 2012   | 2014年1月13日  |            |
| 狂気の愛                          | 미친 사랑       | tvN    | 2013   | 2014年7月2日   |            |
| 黄金の帝国                        | 황금의 제국     | SBS    | 2013   | 2015年4月6日   |            |
| 私の10年の秘密                    | 출생의 비밀     | SBS    | 2013   | 2015年5月12日  |            |
| カッコウの巣                      | 뻐꾸기 둥지     | KBS    | 2014   | 2015年6月5日   |            |
| シンデレラの涙                    | 천국의 눈물     | MBN    | 2014   | 2015年10月27日 |            |
| 清潭洞スキャンダル                | 청담동 스캔들   | SBS    | 2014   | 2016年1月11日  |            |
| 鳴かない鳥                        | 울지 않는 새    | tvN    | 2015   | 2016年6月24日  |            |
| 嵐の女                            | 폭풍의 여자     | MBC    | 2014   | 2016年11月17日 |            |
| 凍える華                          | 천상의 약속     | KBS    | 2016   | 2017年6月9日   |            |
| 女の秘密                          | 여자의 비밀     | KBS    | 2016   | 2017年10月26日 |            |
| 漆黒の四重奏                      | 다시, 첫사랑    | KBS    | 2016   | 2018年3月28日  |            |
| 白詰草                            | 훈장 오순남     | MBC    | 2017   | 2018年8月22日  |            |
| 甘くない女たち 〜付岩洞の復讐者〜 | 부암동 복수자들 | tvN    | 2017   | 2019年2月26日  |            |